# Pachycondyla holmgreni
Pachycondyla holmgreni är en myrart som först beskrevs av Wheeler 1925.  Pachycondyla holmgreni ingår i släktet Pachycondyla och familjen myror. Inga underarter finns listade i Catalogue of Life.